# Росляков Олег Юрійович
Росляков Олег Юрійович (нар. 17 грудня 1952)  — полковник у запасі, командир 810-а бригади морської піхоти у 1998—2003 р. Брав активну участь у захопленні російськими військами та підготовленими сепаратистами адміністративних об'єктів Севастополя у лютому-березні 2014 р.

## Основні біографічні факти
У 1974 р. закінчив Далекосхідне вище загальновійськове командне училище (м. Владивосток). Направлений для проходження служби на Чорноморський флот.

## Анексія Криму та Севастополя 2014 р.
У лютому-березні 2014 р. виконував завдання московського куратора по дестабілізації ситуації в Севастополі та поваленні законних українських органів влади.
Очолював так званий «Штаб самооборони Севастополя», що розміщувався у приміщенні Севастопольського військомату, захопленому перевдягненими у цивільне російськими військовими.
Після призначення у квітні 2014 р. «російського губернатора Севастополя» Сергія Меняйло, отримав посаду заступника губернатора.
У вересні 2014 р., серед трьох кандидатів, був висунутий президентом Росії Володимиром Путіним на посаду губернатора Севастополя від Законодавчого зібрання Севастополя. Взяв самовідвід на користь, на той час, виконуючого обов'язки губернатора Сергія Меняйло.